# Cometa Tempel-Tuttle
55P/Tempel-Tuttle, comunament conegut com el cometa Tempel-Tuttle, va ser descobert per Ernst Tempel de manera independent el 19 de desembre de l'any 1865, novament vist per Horace Parnell Tuttle el gener de 1866.
És el cos estel·lar pare de la pluja de meteors Leònids. En 1699, van ser observades per Gottfried Kirch però no van ser reconegudes com un cometa periòdic fins als descobriments de Tempel i Tuttle durant el periheli de 1866.
L'òrbita del 55P/Tempel-Tuttle interseca precisament a la de la Terra i, per tant, el material expulsat del cometa durant el periheli es troba amb la Terra que en transcórrer el temps intercepta les restes del material els quals es consumeixen abans de caure a terra. Aquesta coincidència implica que el material del cometa continua dens quan es troba amb la Terra, i com a resultat obtenim aquest fenomen de pluja d'estels en un cicle de 33 anys.